# Uwebraunia ellipsoidea
Uwebraunia ellipsoidea är en svampart som beskrevs av Crous & M.J. Wingf. 1996. Uwebraunia ellipsoidea ingår i släktet Uwebraunia och familjen Mycosphaerellaceae.   Inga underarter finns listade i Catalogue of Life.